# Dombeya brevistyla
Dombeya brevistyla är en malvaväxtart som beskrevs av Arenes. Dombeya brevistyla ingår i släktet Dombeya och familjen malvaväxter. Inga underarter finns listade i Catalogue of Life.